# Gabriel Bounoure
 (février 2019).
Jean Henri Gabriel Bounoure, né le 12 mai 1886 à Issoire (Puy-de-Dôme) et mort le 23 avril 1969 à Lesconil (Finistère), est un écrivain français.

## Activités littéraires
Disciple d'André Suarès, critique chargé de la poésie pour la Nouvelle Revue française, il contribua d'une manière décisive à faire reconnaître Max Jacob, Marcel Jouhandeau, Henri Michaux, Pierre Reverdy, Jean de Bosschère, Gustave Roud et Jules Supervielle.
C'est lui encore qui sut au Liban déceler dans le jeune Georges Schéhadé un grand poète et dramaturge d'expression française, lui qui, durant son séjour au Caire, soutint Edmond Jabès et son œuvre poétique, lui qui encouragea au Maroc les débuts en poésie d’Abdellatif Laâbi.
Il reste l'un des passeurs les plus notables entre la poésie orientale et la littérature française. Il fut encore le confident d'esprits aussi différents que Pierre Jean Jouve, René Char, Salah Stétié, Jacques Baron, Jean Lacouture, Jacques Derrida, Assia Djebar et Louis Massignon, sensible comme ce dernier à la mystique et à la poétique d'Orient. Il en garde la nostalgie dans sa retraite bretonne de Lesconil où il s’installe en 1965.
Il publie un unique livre de son vivant, Marelles sur le Parvis (1958), dans la collection « Cheminement » que dirigeait Cioran, un livre salué à sa sortie, entre autres, par Philippe Jaccottet : « Il faudrait parler longuement d'un livre où se marient si heureusement l'intelligence et l'amour. En particulier de ces pages d'introduction qui comptent parmi les plus beaux textes qu'on ait consacrés au mystérieux pouvoir de la poésie », ou par Maurice Nadeau : « Ce qui caractérise ces études, c'est qu'elles sont l'œuvre d'un critique averti, cultivé, scrupuleux, un critique qui, parlant de poésie, la dispense avec profusion. »
Des propos qui rejoignent ceux d'Henry Amer, alias Henry Bouillier, publiés dans la Nouvelle Revue française : « Rien de desséché ni d'aride dans ces pénétrantes investigations, mais un courant continu de métaphores qui font comprendre  tout ce que les catégories de l'intelligence logique laissent échapper, et qui est pourtant l'essentiel. Ces métaphores jouent le rôle capital des mythes chez Platon qui savait bien que la meilleure des preuves est encore la preuve poétique. Ce livre nous restitue avec bonheur toute la splendeur mythique du poème, et le miracle est que le critique se fasse ici poète pour mieux éclairer l'objet de sa recherche et le sens de toute grande œuvre de l'esprit. Aussi bien qu'un chef-d'œuvre critique, ce livre est un guide spirituel pour notre temps. »
Salah Stétié l'a défini comme étant  « l'un de ces esprits extraordinairement déliés, l'une de ces sensibilités à vif, faites de limpidité et de réserve obscure, à qui beaucoup doivent leur approche fascinée du poème. »

## La Grande Guerre
Après l'école normale supérieure et l'agrégation de lettres en 1912, il est nommé professeur de lettres au lycée de Quimper.
Il est mobilisé en août 1914 lors de la Première Guerre mondiale, sous-lieutenant au 118e régiment d'infanterie, régiment avec un recrutement essentiellement breton, promu lieutenant en 1915 puis capitaine au 19e régiment d'infanterie, composé presque exclusivement d'éléments bretons, au total il passe 55 mois dans des unités combattantes, il est blessé deux fois et obtient 7 citations, il est décoré de la Légion d'honneur à titre militaire en 1917. Il finit la guerre avec le grade de capitaine de réserve au 92e régiment d'infanterie,.
Il écrit plusieurs articles sur ses années de guerre :
- Images de la Grande Guerre, champ de bataille in La Revue de Paris (1914)[5]
- Images de la Grande Guerre, Alain René in La Revue de Paris (1916)[6]
- La 22e division au chemin des Dames, le 27 mai 1918 (partie 1) in La Revue de Paris (1921)[7]
- La 22e division au chemin des Dames, le 27 mai 1918 (partie 2) in La Revue de Paris (1921)[8]
- À la mémoire de Bouvier, Bresard et Jacquelin, professeurs à l'Université tués à l'ennemi, 1914-1918, Quimper, impr. de Chavet-Bargain, (s. d.). In-16, 16 p[9]

« Je ne savais rien, la guerre m'a tout appris,. »

— Gabriel Bounoure
Après la guerre il enseigne à Quimper, puis à Madrid et à Guéret.

## Activités politiques
En 1921-1922 il est directeur de l'Institut français de Barcelone, en 1923 il devient inspecteur de l'enseignement secondaire en Syrie et au Liban et, en 1928, inspecteur général des œuvres françaises et conseiller pour l'instruction publique dans les États sous mandat.
« Conseiller culturel, d'abord auprès du haut-commissariat français, il le sera, après l'indépendance du Liban, en 1945, auprès de l'ambassade de France à Beyrouth. Face à la puissante Université Saint-Joseph des pères jésuites, il créera à Beyrouth une École supérieure des lettres qui pratiquera un enseignement plus lié à la liberté de l'esprit et à l'intuition poétique que ne l'était celui des Jésuites - de haute qualité par ailleurs. »

## Haut fonctionnaire et Résistant
Haut fonctionnaire, il a su fidèlement servir l'autorité française, mais aussi lui résister, lorsqu'il a estimé que celle-ci s'engageait dans une voie contraire à ses propres intérêts, voire en contradiction avec les valeurs qui ont fait son renom.
Rallié de la première heure à l'appel du général de Gaulle, il rejoint la France libre dès 1941.
Il critique, en février 1952, la politique de la France en Tunisie et en Égypte dans sa correspondance privée. Après la publication de ces réflexions dans une revue égyptienne par leur destinataire (auquel il n'avait pas donné son autorisation), Bounoure est convoqué au quai d'Orsay et mis dans l'obligation de se rétracter. Refusant de se dédire, il est démis de ses fonctions officielles et quitte le Liban.
À soixante-six ans, il entame une nouvelle carrière d'enseignement aux universités du Caire, où il dirige le département de la littérature française, et de Rabat à partir de 1959.
Pour Gabriel Bounoure, la place centrale qu'occupe le Liban, où il crée en 1945 l'École supérieure des lettres, qu'il dirige avec Georges Schéhadé comme secrétaire général, mais aussi la Syrie à laquelle il reconnaissait une place prépondérante dans le monde arabe, tient d'une part à la durée de son séjour dans ces pays – de 1923 à 1952 –, d'autre part à ses liens anciens et affectifs avec l'Orient noués sous l'influence des romantiques, de Gérard de Nerval tout particulièrement.
Il rentre définitivement en Bretagne en 1965.

## Œuvres

### Livres
- Souvenirs sur Max Jacob. Avec deux portraits de Max Jacob par Picasso et un de Picasso par Max Jacob, La Délirante, 2014
- Louis Massignon, avec un texte de Salah Stétié, Fata Morgana, 2008
- Vergers d'exil, Geuthner, 2004
- Fraîcheur de l'Islam, Fata Morgana, 1995
- Le Silence de Rimbaud, Fata Morgana, 1991
- Pierre Jean Jouve entre abîmes et sommets, textes et correspondance, Fata Morgana, 1989
- René Char, Céreste et la Sorgue, Fata Morgana, 1986
- Edmond Jabès. La demeure et le livre, Fata Morgana, 1985
- Le Darçana d'Henri Michaux, Fata Morgana, 1984
- Marelles sur le parvis. Essais de critique poétique, Plon, coll. « Cheminements » 1958 ; rééd. Fata Morgana, avec une préface de Gérard Macé, 1995

### Articles et préfaces
- Préface aux Journaux intimes de Baudelaire, in Œuvres complètes de Charles Baudelaire, Le Club du meilleur livre, 1955, p. 681-704

### Correspondances
- Correspondance 1913-1948, Gabriel Bounoure et André Suarès (dir. Édouard Chalamet-Denis), Paris, Gallimard, coll. « Les Cahiers de la NRF », 360 p., 2023  (ISBN 978-2073005144)